# Antonio Lafuente
Antonio Lafuente García (Granada, 1953) es investigador científico español integrante del Centro de Ciencias Humanas y Sociales (CSIC) en el área de estudios de la ciencia. 

## Biografía
Es doctor en Ciencias Físicas por la Universidad de Granada. Trabajó en diferentes proyectos como en la expansión colonial de la ciencia y en la relación de la ciencia con sus públicos y el conocimiento profano. Más recientemente investigó la relación entre tecnología y procomún, así como los nexos entre nuevos y viejos patrimonios. El interés por los bienes comunes le ha conducido al estudio de los problemas que plantea la expansión de los derechos de propiedad intelectual en ciencia, como también al análisis de las implicaciones que tienen los conceptos de gobernanza, conocimiento abierto, participación, democracia técnica, biz science y cultura científica.
Dirige desde sus inicios en 2007 el Laboratorio del procomún en el MediaLab-Prado de Madrid, donde comparte sus aportaciones teóricas en el estudio sobre el procomún entre las que destaca haber formalizado la teoría de sus cuatro entornos consistentes en el cuerpo, la naturaleza, la ciudad y el entorno digital. Como ejemplos del procomún en cada entorno podemos citar: en el cuerpo, el ADN; en la naturaleza, el aire limpio, el espacio exterior, los lugares de pesca, los bosques y el mar; en la ciudad, el sistema de alcantarillado, las actividades nacidas en la vida urbana tales como bailar el vals, jugar al fútbol o pintar grafiti; en el digital, la familia de protocolos de internet, el software libre, la Wikipedia y OpenStreetMap. Lafuente definió el procomún como «lo que es de todos y de nadie al mismo tiempo. En el castellano antiguo más que describir una cosa, da cuenta de una actividad que se hace en provecho de todos. El procomún, los commons, en todo caso, no es definible, porque evoca la existencia de bienes muy heterogéneos que van desde los viejos pastos comunales a los nuevos mundos de la biodiversidad, el folclore o la gastronomía».
Su posición intelectual defiende la apertura del conocimiento y la democratización del mismo, sin que pueda quedar dentro de un reducto reservado a los expertos. Esta apertura exige un replanteamiento o reinvención de la política implantando soluciones que impidan o dificulten la privatización de cuestiones tales como «la función fotosintética, el ciclo de los nutrientes o la polinización de las plantas, las semillas, los fondos oceánicos y los acuíferos», debiendo responsabilizarnos de la transmisión a generaciones futuras de los dones de la naturaleza y de la cultura, así como la reafirmación de un compromiso con la defensa del bien común y de los nuevos patrimonios.
Para Lafuente, las creaciones tecnocientíficas suponen un ensamblaje de humanos y bots. Parte de la confianza de los procesos de la interacción social se está cediendo en forma creciente a máquinas y sistemas de alerta que utilizan procedimientos codificados y automatizados. Como ejemplo cita la Wikipedia, donde las ediciones realizadas por bots suponen un alto porcentaje del número de ediciones totales.

## Libros
- Lafuente, Antonio. (2024). Peras con manzanas: cómo hacer prototipos sin tener ni idea. Ed. Experimenta.
- Lafuente, Antonio. (2022). Itinerarios comunes. Laboratorios ciudadanos y cultura experimental. NED Ediciones.
- Lafuente, Antonio; Alonso, Andoni y Rodríguez, Joaquín. (2013). ¡Todos sabios! Ciencia ciudadana y conocimiento expandido. Cátedra. Madrid, 198 pp.
- Lafuente, Antonio et alii. (2012). Las dos orillas de la ciencia. La traza pública e imperial de la Ilustración española. Marcial Pons. Madrid, 352 pp.
- Lafuente, Antonio y Alonso, Andoni. (2011). Ciencia expandida, naturaleza común y saber profano. Universidad Nacional de Quilmes, Argentina, 240 pp.
- Lafuente, Antonio. (2007). El Carnaval de la Tecnociencia, Gadir, 365 pp.
- Lafuente, Antonio, Cardoso, Ana y Saraiva, Tiago. (2007). Maquinismo ibérico, Doce Calles, 478 pp.
- Sánchez Ron, J. M. y Lafuente, A. (2007). El laboratorio de España. La Junta para Ampliación de Estudios e Investigaciones Científicas, 1907-1939, Residencia de Estudiantes, 631 pp.
- Sánchez Ron, J. M., Lafuente, A., Romero de Pablos y Sánchez de Andrés, L. (eds.) (2007). La Junta para Ampliación de Estudios e Investigaciones Científicas: El laboratorio de España, Sociedad Estatal de Conmemoraciones Culturales, 631 pp.
- Lafuente, A., Valverde, N y Pimentel, J. (eds.) (2004). El telescopio de reflexión. Newton entre luces y cristales. - CSIC, Madrid, 107 pp.
- Lafuente, A. y Valverde, N. (2003). Los mundos de la ciencia en la Ilustración española, FECYT, 249 pp.
- Lafuente, A. y Mazuecos, A. (1987). Los caballeros del punto fijo. Serbal/CSIC, 256 pp.